# Мерунцей (Олт)
Мерунцей (рум. Mărunței) — село у повіті Олт в Румунії. Входить до складу комуни Мерунцей.
Село розташоване на відстані 131 км на захід від Бухареста, 25 км на південь від Слатіни, 53 км на схід від Крайови.

## Населення
За даними перепису населення 2002 року у селі проживали 2717 осіб, усі — румуни. Усі жителі села рідною мовою назвали румунську.